# Вулиця Козацька (Черкаси)
Ву́лиця Коза́цька — вулиця в Черкасах, в мікрорайоні Митниця.

## Розташування
Починається від перехрестя із вулицею Припортовою, поблизу площі річкового вокзалу. Проходить по колишній дамбі уздовж берега Кременчуцького водосховища на Дніпрі.

## Опис
Вулиця широка, по дві смуги руху в кожний бік. на вулиці розташовуються багатоквартирні житлові будинки з прибудинковими територіями, фітнес-клуб Sport Life, ресторан Фаро-дель-Порто, черкаська ділянка Держгідрографії, Набережний сквер, Черкаська набережна, пляж П'ятачок.

## Походження назви
Вулиця створена 1983 року, названа на честь українського козацтва.